# Camila Morgado
Camila Ribeiro da Silva (Petrópolis, 12 de abril de 1975) es una actriz brasileña.
Estudió actuación con Monah Delacy y se graduó de la Casa de Arte das Laranjeiras (CAL). Poco después del final del curso, Camila se trasladó a São Paulo para estudiar teatro con Antunes Filho. Ha actuado en muchas obras de famoso director Gerald Thomas.
En 2003 obtuvo el papel principal en la miniserie de La casa de las siete mujeres (portugués para A Casa das Sete Mulheres), interpretando el personaje de la dulce Manuela, invitado por el director Jayme Monjardim, que aparecen durante la mayor parte de la audiencia en la televisión brasileña. En 2004 interpretó a Olga Benario, en la película Olga, basada en el libro escrito por Fernando Morais y dirigida por Monjardim.

## Filmografía

### Televisión
| Año  | Título                       | Personaje                               |
| ---- | ---------------------------- | --------------------------------------- |
| 2003 | La casa de las siete mujeres | Manuela de Paula Ferreira               |
| 2004 | Um Só Coração                | Cacilda Becker                          |
| 2005 | América                      | May                                     |
| 2006 | JK                           | Ana Rosenberg                           |
| 2008 | Dicas de Um Sedutor          | Cristina                                |
| 2008 | Casos e Acasos               | Juliana                                 |
| 2008 | Faça Sua História            | Maníaca da Tesoura                      |
| 2009 | Vivir la vida                | Malu Trindade                           |
| 2011 | Amor em Quatro Atos          | Selma                                   |
| 2012 | As Brasileiras               | Mãe Vitória                             |
| 2012 | Avenida Brasil               | Noêmia                                  |
| 2013 | El canto de la Sirena        | Mara Moreira                            |
| 2013 | A Grande Família             | Cris                                    |
| 2014 | Por Isso Eu Sou Vingativa    | Sara Xerxes                             |
| 2014 | La Fiesta                    | Maria Angélica                          |
| 2014 | Gentalha                     | Lúcia                                   |
| 2016 | A Lei do Amor                | Vitória Leitão                          |
| 2018 | Malhação: Vidas Brasileiras  | Gabriela Fortes (Gabi)                  |
| 2022 | Pantanal                     | Irma Nováes                             |
| 2024 | Renascer                     | Iolanda Martinez Coutinho "Dona Patroa" |

### Filmes
| Año  | Título                       | Rol              |
| ---- | ---------------------------- | ---------------- |
| 2004 | Olga                         | Olga Benário     |
| 2005 | Vinicius                     | Leitora do Poema |
| 2013 | Até que a Sorte nos Separe 2 | Jane             |

### Teatro
| Año  | Título                   |
| ---- | ------------------------ |
| 2000 | Ventriloquist            |
| 2000 | Nietzsche Contra Wagner  |
| 2000 | Esperando Beckett        |
| 2001 | O Príncipe de Copacabana |
| 2008 | Doce Deleite             |
| 2011 | Igual a Você             |
| 2011 | Palácio do Fim           |